# Sensation

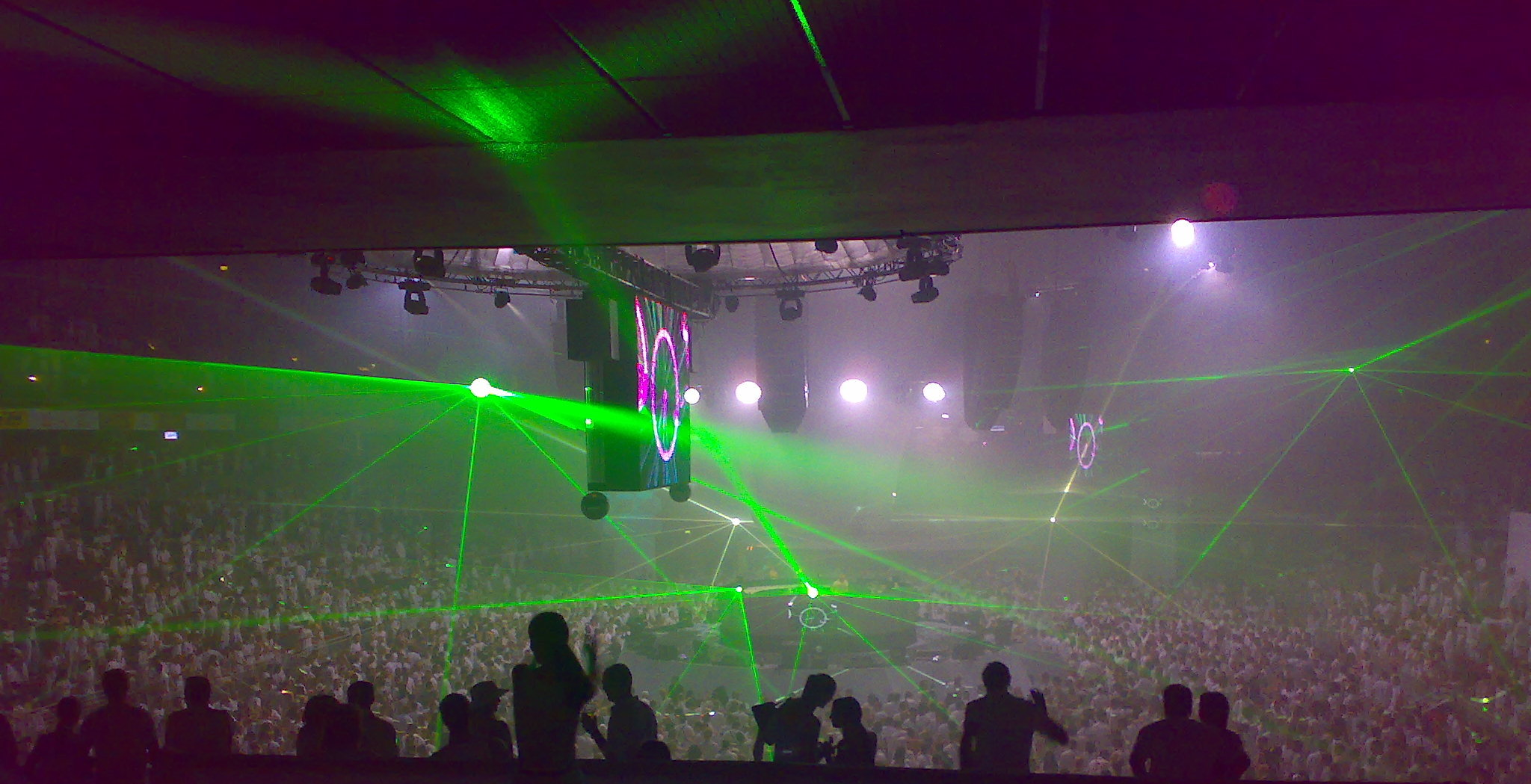
Sensation White 2007, Lettland

Sensation är ett dansevenemang som under åren 2000 till 2005 anordnades årligen i Amsterdam Arena i Nederländerna. Efter de första åren har evenemanget vuxit och arrangeras i länder som Chile, Tyskland, Belgien, Turkiet och Ryssland, Danmark, Australien. 
Under 2008 presenterades planer på att arrangera Sensation som nyårsfirande i Melbourne, Australien
Sensation White 2011 kommer att hållas i Oslo, Norge.

## Historik

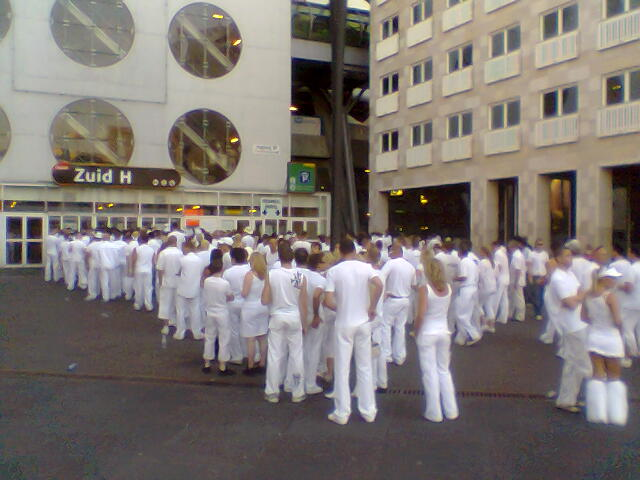
Publik till Sensation white 2006

Under 2000 och 2001 var Sensation en enda upplaga som bara kallades Sensation. Efter dessa första år så delades evenemanget upp i två olika upplagor, Sensation White och Sensation Black. Sensation Black spelar den mörkare delen av musiken - hardcore och hardstyle medan Sensation White fokuserar på trance. Efter varje år har man också släppt två dubbelalbum kallade Black and White och två singlar som blir årets anthems.
Den första upplagan av Sensation under 2000 blev aldrig slutsåld även om det var vad som rapporterades. Evenemanget drog ändå 20 000 deltagare och använde halva kapaciteten av Amsterdam Arena. De senare årens upplagor i Amsterdam Arena har genomförts med scenen i mitten och med mer än 40 000 deltagare. Sensation White har haft lättare att sälja ut evenemangen än vad Sensation Black har.
Sensation år 2000 var också det enda Sensation-evenemanget som inte har haft klädkod. Klädkoden uppstod när brodern till Duncan Stutterheim, CEO på ID&T, omkom i en bilolycka. För att hedra brodern bad David alla att komma i vitt.
År 2005 hölls Sensation White också i Belgien och Tyskland och det följande året startade ID&T den internationella turnén Sensation International med tanken att skapa enklare varianter av det ursprungliga Sensation-konceptet.

## Sensation (tidigare Sensation White)
Sensation är ett evenemang som huvudsakligen spelar house. Klädkoden är genomgående vitt och arenan kläs också om för att matcha publiken. Sensations slogan är "Be part of the night - Dress in white" ("Var en del av natten - klä dig i vitt"). Varje tillställning har plats för ca 40 000 - 45 000 deltagare. Evenemanget i Amsterdam Arena äger rum den första lördagen i juli varje år.
Många kända DJ:ar har uppträtt på Sensation, bland annat ATB, Armin van Buuren, David Guetta, Erick Morillo, Ferry Corsten, Marco V, Felix Da Housecat, Paul van Dyk, Johan Gielen, Sander Kleinenberg, Steve Angello, Tiësto, Fedde Le Grand, Laidback Luke, An21, Max Vangeli, Sebastian Ingrosso och Mason.
Evenemanget har kritiserats att det är för mycket house- och elektro-bokningar och för få trance-discjockeyer under de senaste åren.[källa behövs] Arrangörerna å sin sida menar att trancens popularitet har sjunkit och att man vill att evenemanget skall spegla mer aktuell musik.

## BLACK (tidigare Sensation Black)
Sensation Black (sedan 2007, BLACK) börjar, med sitt mått mätt, försiktigt med hardtrance och hardstyle för att sedan gå vidare till hardcore. Black hålls den andra veckan i juli varje år och klädkoden är helt svart.
Kända DJ:ar som uppträtt på Black är bland annat Angerfist, DJ Promo, Outblast, Marcel Woods, DJ Vince, Chris Liebing, DJ Lady Dana, DJ Luna, DJ Zany, The Prophet, Yoji Biomehanika, Technoboy, Tom Harding och Mauro Picotto. 
Genom namnbytet till Black vill evenemanget bryta kopplingarna med Sensation och bli en motsats snarare än ett alternativ.

## "Anthems"

### Sensation
- 2000¹ Cygnus X - Superstring (Rank 1 Remix)
- 2001¹ Rank 1 - Such Is Life

### Sensation White/Sensation
- 2002 The Rush - The Anthem 2002 (White Edition)
- 2003 Rank 1 (baserad på Wolfgang Amadeus Mozart) - The Anthem 2003
- 2004 The Rush (baserad på Carl Orff) - The Anthem 2004
- 2005 First & André – Widescreen (Belgien)
- 2005 Armin van Buuren feat. Jan Wayne (baserad på Frédéric Chopin) - Serenity
- 2005 Samuel Kindermann - Die Hymne White 2005 (Tyskland)
- 2006 Fred Baker - Forever Friends (Belgien)
- 2006 Sander Kleinenberg - This is Sensation
- 2006 Moguai - I want, I need, I love (Tyskland)
- 2006 Nitrous Oxide pres. Redmoon - Cumulus & F.L.A.M.E. - Sensation (Polen)
- 2007 Ferry Corsten - Loud Electronic Sensation (Belgien)

### Sensation Black/Black
- 2002 The Rush - The Anthem 2002 (Lady Dana Remix) (Black Edition)
- 2003 Ricky Fobis - No Regular
- 2004 DJ Luna - Mindspace
- 2005 The Rush & Thalamus - Shock Your Senses
- 2006 No anthem
- 2007 DJ Ghost - My Sensation Is Black (Belgien)
- 2007 Black Identity - Blckr Thn Blck
- 2008 Showtek - Black Anthem 2008

¹2000 och 2001 var Sensation ett event.